# Ahmed Jamil
Pour les articles homonymes, voir Ahmed Madani et Madani.
Ahmed Jamil Madani est un footballeur saoudien né le 6 janvier 1970. Il jouait au poste de défenseur.
Il a participé à la Coupe du monde 1994 et à la Coupe du monde 1998 avec l'équipe d'Arabie saoudite.
Il possède plus de 90 sélections en équipe nationale, ce fait de lui l'un des joueurs saoudiens les plus capés.
De 1992 à 1999, il a joué dans le club saoudien d'Al Ittihad Djeddah où il a gagné de nombreux titres.

## Palmarès

### En sélection
- ? sélections et ? buts avec l' Arabie saoudite de 1992 à 1998.
- Vainqueur de la Coupe d'Asie des nations 1998 avec l'Arabie saoudite.

### En club
- Champion d'Arabie saoudite en 1997 et 1999
- Vainqueur de la Coupe d'Arabie saoudite en 1997 et 1999
- Vainqueur de la Coupe Crown Prince en 1997
- Vainqueur de la Coupe d'Asie des vainqueurs de coupe en 1999
- Vainqueur de la Coupe des clubs champions du golfe Persique en 1999
- Finaliste de la Ligue des Champions arabes en 1994